# Jerzy Harasymowicz

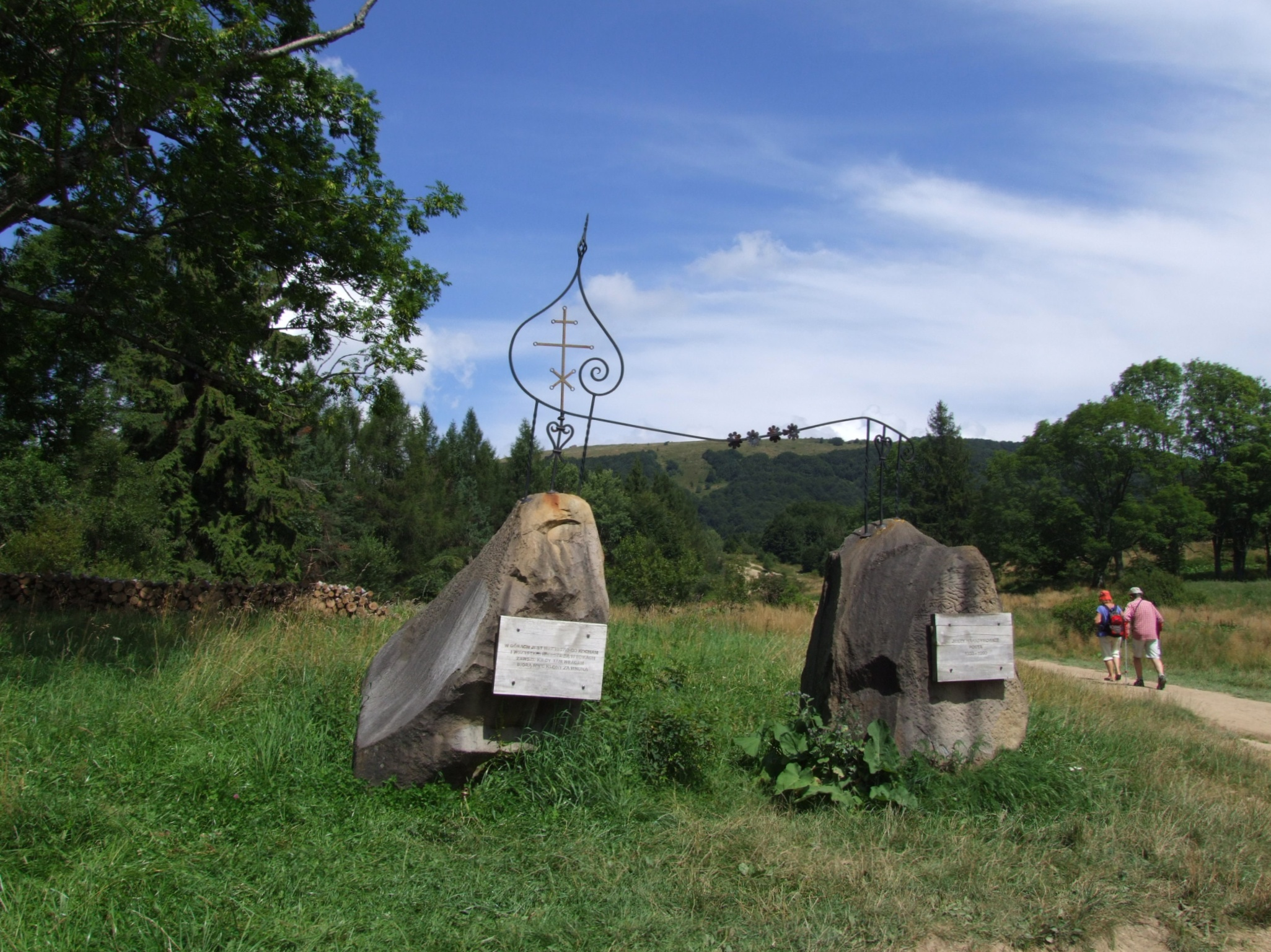
Pomnik na Przełęczy Wyżnej

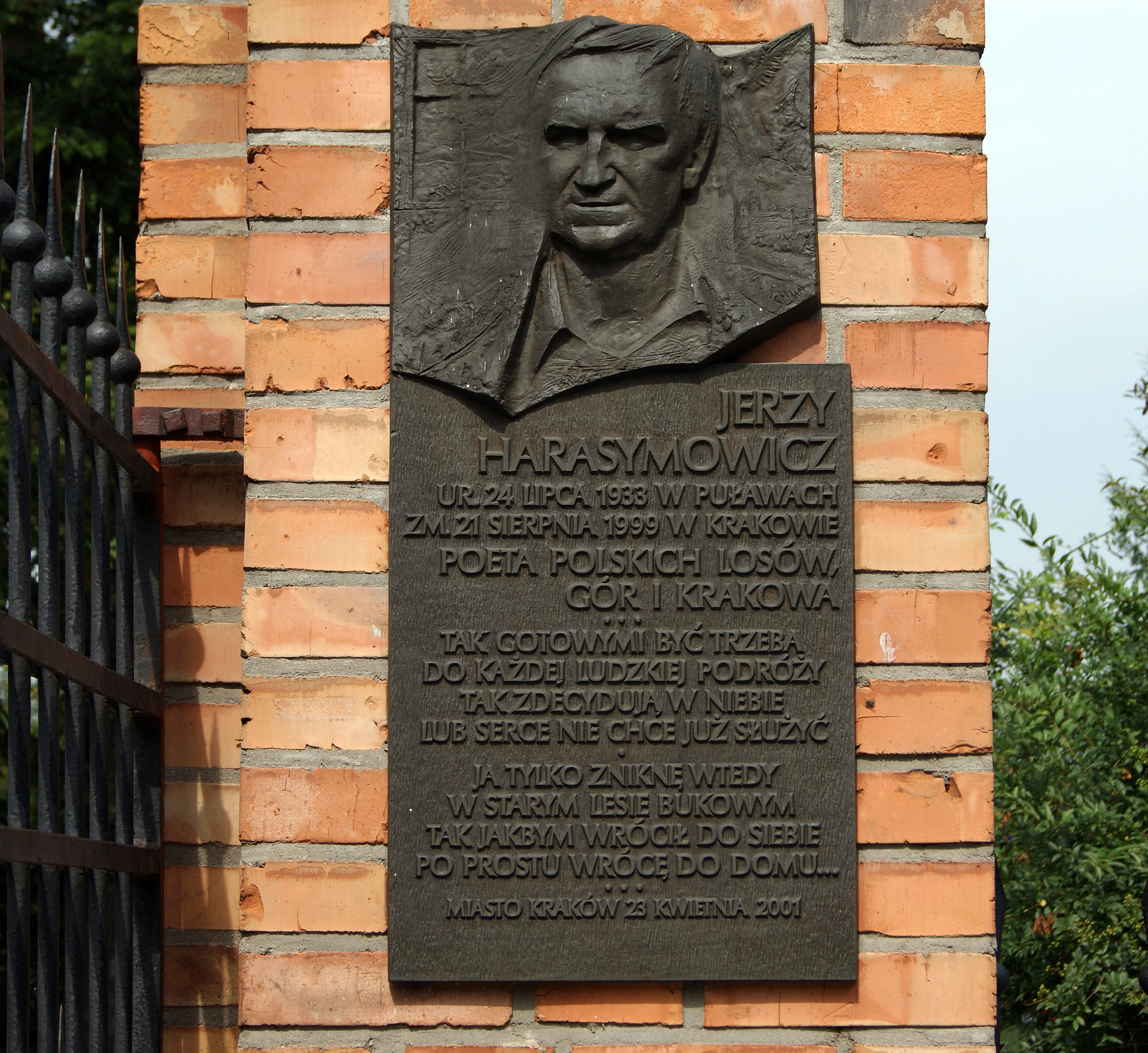
Tablica pamiątkowa na Cmentarzu Salwatorskim

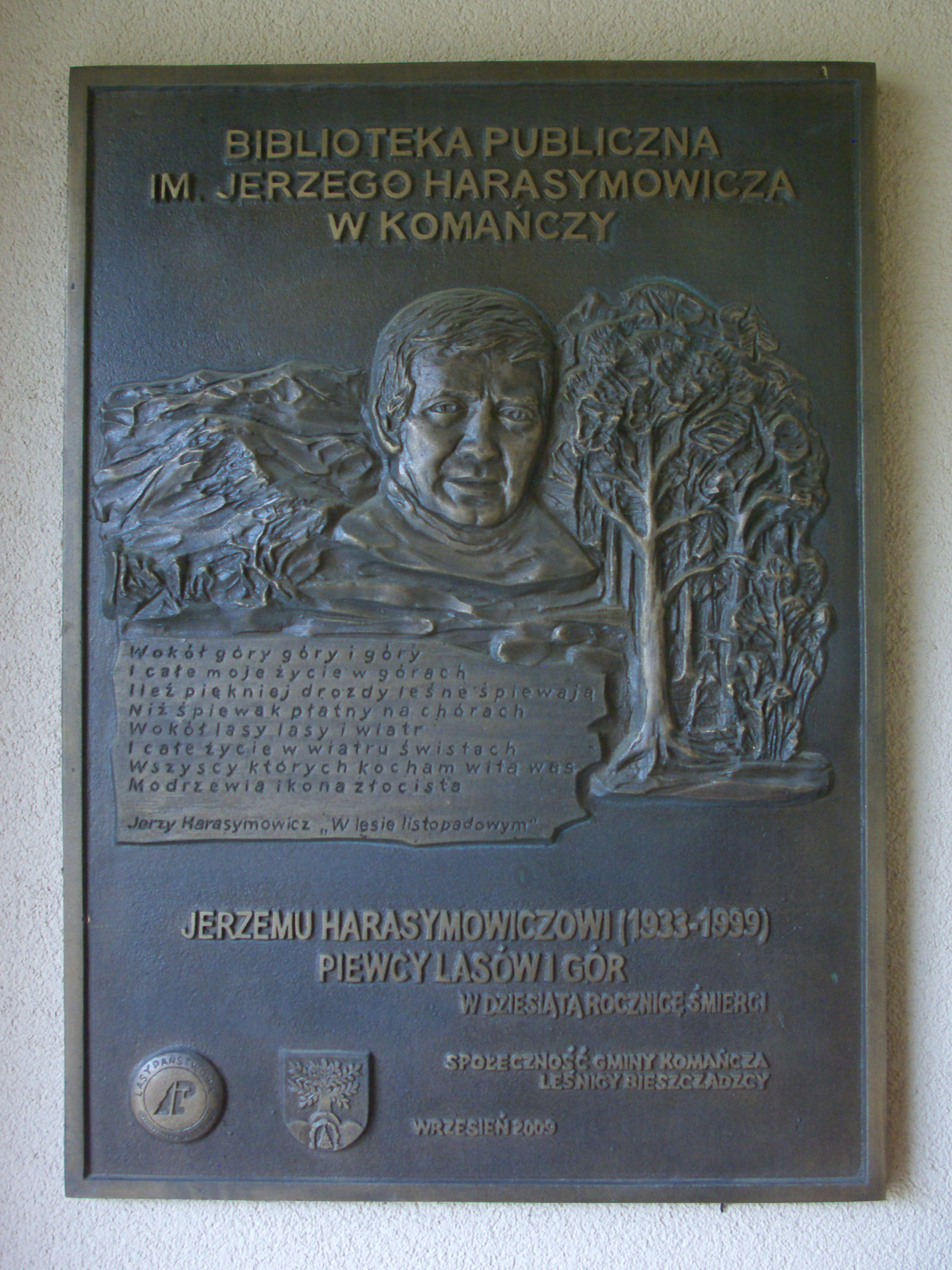
Tablica pamiątkowa w Bibliotece Publicznej imienia Jerzego Harasymowicza w Komańczy

Jerzy Tadeusz Harasymowicz (ur. 24 lipca 1933 w Puławach, zm. 21 sierpnia 1999 w Krakowie) – polski poeta, przedstawiciel Pokolenia '56, założyciel grup poetyckich Muszyna i Barbarus.

## Życiorys
Jerzy Harasymowicz urodził się jako pierwsze dziecko małżeństwa Ireny Danuty (z d. Grzelewskiej) i Stanisława Harasymowów (w 1947 r. nazwisko zostało zmienione na „Harasymowicz”). Matka Jerzego pochodziła z Chrzanowa. Była córką Karoliny (z domu Jachimczyk) i Jana Gabriela Grzelewskich. Dziadek poety był burmistrzem Chrzanowa w latach 30. XX w. Irena Danuta studiowała polonistykę na Uniwersytecie Jagiellońskim w Krakowie, ale studiów nie ukończyła. Stanisław Harasymów pochodził z Komarna (powiat Rudki, województwo lwowskie). Jego matka – Karolina (z domu Hennig) była Austriaczką lub Niemką, którą dziadek Harasymowicza – Józef, poznał, pracując jako urzędnik w sądzie w Wiedniu. Józef Harasymów zmarł już w 1911 r. i prawdopodobnie był pochodzenia rusińskiego lub ukraińskiego. Niewiele jednak zachowało się w dokumentach oraz pamięci rodziny na jego temat. Prawdopodobnie dlatego kwestie tożsamości i genealogii stały się jednym z najważniejszych motywów twórczości Jerzego Harasymowicza.
Stanisław Harasymów od 1919 r. był zawodowym wojskowym. W 1933 r. służył w stopniu kapitana w 32. Pułku Piechoty w Modlinie, a po awansie na stopień majora w maju 1938 r. został dowódcą 1 batalionu 53 Pułku Piechoty Strzelców Kresowych w Stryju. We wrześniu 1939 r. został wzięty do niewoli i trafił do obozu w Laufen, następnie Braunschweig, ale większość wojny spędził w Offlagu 2c w Woldenbergu (dzisiejszy Dobiegniew w województwie lubuskim). W tym czasie Irena Danuta wraz z małym Jurkiem, jako rodzina polskiego oficera, uciekali przed represjami. W październiku urodziła się siostra Jerzego – Ewa, którą, dla bezpieczeństwa, matka przekazała na wychowanie rodzinie swojego męża. Danuta Irena z synem ukrywali się przez jakiś czas w Komarnie, potem na Podolu i w okolicach Łosiacza, w ostatnich latach wojny przedostali się do rodziny w Krzczonowie pod Krakowem, a finalnie przebywali w Dobrzechowie, w okolicach Rzeszowa. Szczęśliwie wszyscy przeżyli i po wojnie zamieszkali w Rzeszowie, gdzie Jerzy Harasymowicz kontynuował edukację rozpoczętą w czasie wojny w Komarnie.
Pod koniec lat 40. rodzina Harasymowiczów przeniosła się do Krakowa. Zamieszkali najpierw przy ulicy Skarbowej 4, a kilka lat później przeprowadzili się do kamienicy przy Łobzowskiej 12. Jerzy wysyłany był jednak do szkół z internatem, najpierw do Liceum Towarzystwa Salezjańskiego w Oświęcimiu, następnie Liceum Leśnego w Limanowej (przeniesionego później do Ojcowa, a obecnie znajdującego się w Lesku), z którego zaliczył właściwie tylko roczne praktyki w Muszynie, od których zaczynało się wówczas szkolenie leśników. Po dwóch miesiącach pierwszej klasy Harasymowicz porzucił Liceum Leśne i mieszkał przez jakiś czas w Muszynie, która zafascynowała go już podczas praktyk i stała się miejscem eksploracji poetyckich autora Powrotu do kraju łagodności.
Debiutował na ramach prasy 1 sierpnia 1953 r. w „Echu Tygodnia”, sobotnim dodatku do „Gazety Krakowskiej”. Kolejne wiersze opublikowane zostały tydzień później w tygodniku „Życie Literackie”, gdzie dwa lata później, w grudniu 1955 r. miała miejsce Prapremiera pięciu poetów. Była to prezentacja pięciu poetów młodego pokolenia, którzy nie wydali jeszcze swojej książki. Wiersze każdego z nich miał zapowiadać krótki tekst kogoś znanego ze świata literatury. I tak, o Mironie Białoszewskim pisał Artur Sandauer, o Zbigniewie Herbercie – Jan Błoński, o Stanisławie Czyczu – Ludwik Flaszen, o Bohdanie Drozdowskim – Julian Przyboś, a o Jerzym Harasymowiczu – Mieczysław Jastrun. Pierwszy tomik, zatytułowany Cuda, ukazał się rok później nakładem Państwowego Instytutu Wydawniczego.
Za życia Jerzego Harasymowicza ukazało się 59 książek z jego wierszami. 39 z nich to osobne tomiki, resztę stanowi 7 wznowień, 6 wyborów oraz 7 zbiorów tematycznych, na które składały się w większości wiersze drukowane już w poprzednich publikacjach oraz kilka lub kilkanaście nowych utworów. Harasymowicz był inicjatorem lub opiekunem kilku grup poetyckich: Muszyna (1957–1961), Barbarus (1967–1972) oraz Tylicz (1969–1976). Zdobył wiele nagród, m.in. Nagrody im. Stanisława Piętaka (1967), Nagrody Fundacji im. Kościelskich (1971), głównej Nagrody Ministra Kultury i Sztuki (1975).
W 1970 r. Jerzy Harasymowicz poślubił Marię Górkiewicz, z którą miał dwie córki – Sławę i Kasię. Przez kilka lat mieszkali w kawalerce przy ul. Łobzowskiej, a pod koniec lat 70. przeprowadzili się do wieżowca przy ul. Lotniczej (dzisiejsza ul. Janusza Meissnera).
Jerzy Harasymowicz zmarł 21 sierpnia 1999 r. w swoim mieszkaniu. Zgodnie z wolą poety jego ciało zostało spopielone i rozsypane ze śmigłowca nad Bieszczadami. Na Przełęczy Wyżnej pod Połoniną Wetlińską stanął pomnik upamiętniający Harasymowicza, autorstwa Piotra Potoczki, a w Krakowie, na bramie Cmentarza Salwatorskiego wmurowano tablicę pamiątkowa poświęconą poecie.

## Twórczość
Poezja Jerzego Harasymowicza najczęściej kojarzona jest z liryką górską, wierszami pejzażowymi, Krainą Łagodności, do której nawiązywali później w swoich piosenkach, nierzadko wykorzystując utwory lub charakterystyczną frazę poety, liczni artyści, m.in. Elżbieta Adamiak, Wojciech Belon, czy cały projekt muzyczny W górach jest wszystko co kocham. Janusz Szuber, poeta z Sanoka, mówił, że Harasymowicz stworzył wzorzec pisania i myślenia o Beskidach i Bieszczadach, które wcześniej były właściwie nieobecne w polskiej literaturze. Tym niemniej zafascynowanie Harasymowicza górami miało również inne wymiary: historyczny, tożsamościowy i metafizyczny. Wieloletnie zainteresowanie górami wiązało się przede wszystkim z kulturą Łemkowszczyzny (później również Bojkowszczyzny), co wynikało zarówno z tożsamości z krajobrazem dzieciństwa, jak i współodczuwaniem z tymi, którzy podobnie jak on zostali wypędzeni ze swojego domu. O Łemkach pisał Harasymowicz już na przełomie lat 50. i 60., m.in. w utworach: Leluchów, Elegie łemkowskie czy Lichtarz ruski, co nie było zgodne z ówczesną polityką historyczną i powodowało liczne problemy, w tym ingerencje cenzorskie oraz wezwania na przesłuchania przez Służbę Bezpieczeństwa. Wydanie książkowe poematu Lichtarz ruski, w którym poruszana była kwestia Akcji „Wisła”, czyli powojennych przymusowych przesiedleń ludności łemkowskiej, zostało opóźnione o 23 lata.
Ale Harasymowicz nie pisał tylko o górach. Lata 70. i początek 80. to okres szlachecki w twórczości poety, kiedy to na warsztat wziął zarówno historię Polski, jak i barokowe formy poetyckie (tomiki: Polowanie z sokołem, Barokowe czasy, Cudnów). Był znany jako wielbiciel Półwsia Zwierzynieckiego i baru przy placu Na Stawach (wiersz Bar Na Stawach). Podejmował też tematy małej stabilizacji lat 70. i powstających blokowisk, czyli jak pisał cywilizacji windy (tomiki: Na cały regulator, Córka rzeźnika, Z nogami na stole, Dronsky).
Jerzy Harasymowicz był także zagorzałym kibicem Klubu Sportowego Cracovia. Pisywał okolicznościowe wiersze o meczach i poszczególnych piłkarzach. Utwory te jednak nigdy nie trafiły do wydania książkowego. Niemniej motyw krakowskich „Pasów”, czyli Cracovii, pojawił się w kilku tomikach.
Poeta wykorzystywał cały wachlarz form poetyckich, od krótkich, kilkuwersowych wierszy białych (również w formie haiku w tomikach Żaglowiec i inne wiersze oraz W Botanicznym. Wiersze zen) przez dłuższe utwory rymowane, aż po poematy. W latach 50. pisywał również prozą poetycką. W 1968 r. na łamach Współczesności (1968, nr 9, s. 6–7) ukazało się z kolei opowiadanie Harasymowicza Po kolędzie.
Na początku lat 90. Harasymowicz napisał dwa dramaty: Worożycha i Schronisko. Pierwszy z nich został opublikowany w piśmie „Dialog” (1994, nr 12, s. 5–46), a drugi nie doczekał się publikacji, ale został zaadaptowany przez Macieja Szczawińskiego na słuchowisko radiowe, a następnie wyreżyserowany przez Antoniego Gryzika i zrealizowany przez Katowicki Teatr Wyobraźni na antenie Radia Katowice.

## Publikacje

### Tomiki poetyckie
- Cuda (1956)
- Powrót do kraju łagodności (1957, il. Jacek Gaj)
- Wieża melancholii (1958, il. Daniel Mróz)
- Przejęcie kopii (1958, fot. Marek Piasecki)
- Genealogia instrumentów (1959)
- Mit o świętym Jerzym (1959, il. Daniel Mróz)
- Ma się pod jesień (1962)
- Podsumowanie zieleni (1964)
- Budowanie lasu (1965)
- Pastorałki polskie (1966, 1980)
- Zielony majerz (1969)
- Madonny polskie (1969, 1973, 1977)
- Znaki nad domem (1971)
- Bar na Stawach (1972, 1974)
- Zielnik. Pascha Chrysta (1972)
- Polska weranda (1973)
- Córka rzeźnika (1974, il. Jan Młodożeniec)
- Żaglowiec i inne wiersze (1974)
- Barokowe czasy (1975)
- Banderia Prutenorum... (1976)
- Polowanie z sokołem (1977)
- Cudnów (1979)
- Wiersze miłosne (1979, 1982, 1986, III wyd. pt. Wiesz wszystko)
- Z nogami na stole (1981)
- Wesele rusałek (1982)
- Wiersze na igrzyska (1982)
- Wiersze sarmackie (1983)
- Dronsky (1983)
- Złockie niebo cerkiewne (1983)
- Klękajcie narody (1984)
- Na cały regulator (1985)
- Lichtarz ruski (1987)
- Ubrana tylko w trawy połonin (1988)
- Za co jutro kupimy chleb (1990)
- Kozackie buńczuki (1991)
- W botanicznym. Wiersze zen (1992)
- Czeremszanik (1993)
- Zimownik (1994)
- Samotny jastrząb (1995)
- Srebrne wesele (1997)
- Późne lato (2003)

### Wybory wierszy
- Wybór wierszy (1967, część wierszy niepublikowanych wcześniej w wydaniach książkowych)
- Poezje wybrane (1971)
- Wybór wierszy (1975)
- Poeci polscy – miniatura (1978)
- Cała góra barwinków (1983)
- Poezje wybrane (1985)
- Wiersze beskidzkie (1986)
- Wybór wierszy (1986, dwutomowy)
- Erotyki (1992, 1994)
- Wiersze z połonin (1996)
- Miłość w górach (1997)
- Dom z wiatru i mgieł (1999)
- Wybór liryków (1999)
- Liryki najpiękniejsze (2001)
- Bieszczady (2003)

### Bajki
- Bajka o królewnie, co spać nie chciała (1962)
- Kasia cała z czekolady i z cukierków ma rękawy (1980)

Dramaty
- Schronisko – powstał w pierwszej połowie lat 90. i został zaadaptowany przez Macieja Szczawińskiego na słuchowisko radiowe, zrealizowane przez Katowicki Teatr Wyobraźni na antenie Radia Katowice w reżyserii Antoniego Gryzika.
- Worożycha – opublikowany w piśmie „Dialog”, 1994, nr 12, s. 5–46.